# 田野尻猛
田野尻 猛（たのじり たける、1967年12月21日-  ）は、日本の法務官僚・検察官。公安調査庁長官。

## 来歴
大分県出身。1991年 (平成3年) 、東京大学法学部を卒業。司法修習45期。1993年 (平成5年)、東京地方検察庁検事任官。
任官後、名古屋地方検察庁検事、青森地方検察庁次席検事、東京地方検察庁刑事部副部長、法務省刑事局刑事法制管理官、法務省大臣官房会計課長、東京高等検察庁公判部長などを歴任。
2020年3月30日、富山地方検察庁検事正に就任。就任会見で、「被害者支援や児童虐待への対応など、社会的な課題にも役割を果たせるように努めたい」と抱負を述べた。
その後、最高検察庁検事、公安調査庁次長、最高検察庁公安部長などを歴任。
2024年12月10日、公安調査庁長官に就任。

## 略歴
- 1993年4月-   東京地方検察庁検事任官[5][7]
- 1994年4月-   青森地方検察庁八戸支部検事[5]
- 1995年4月-   青森地方検察庁八戸支部検事兼法務省刑事局付[5]
- 1997年6月-   名古屋地方検察庁検事[5]
- 1999年4月-   名古屋地方検察庁検事兼法務省刑事局付[5]
- 2001年
  - 7月-   名古屋地方検察庁検事兼法務省刑事局付兼内閣官房副長官補付=内閣司法制度改革推進準備室参事官補佐[5][7]
  - 12月- 名古屋地方検察庁検事兼法務省刑事局付兼内閣官房副長官補付=内閣司法制度改革推進本部事務局参事官補佐[5][7]
- 2004年7月-   東京地方検察庁八王子支部検事[5]
- 2005年7月-   東京地方検察庁検事[5]
- 2008年4月-   青森地方検察庁次長検事[13][14]
- 2010年4月-   法務省刑事局参事官[15][16]
- 2011年4月-   法務省大臣官房参事官(刑事担当)兼刑事局総務課企画調査室長[7][17][18]
- 2012年4月-   東京地方検察庁刑事部副部長[5][7]
- 2013年2月-   東京地方検察庁総務部副部長[7]
- 2014年4月-   東京高等検察庁検事[5][19]
- 2015年1月-   法務省大臣官房参事官(予算担当)[20][21]
- 2016年9月-   法務省刑事局刑事法制管理官[22][23]
- 2017年9月-   法務省大臣官房会計課長[5][24]
- 2018年7月-   東京高等検察庁公判部長[5][25]
- 2020年3月-   富山地方検察庁検事正[9][11][10]
- 2022年
  - 1月-    最高検察庁検事[26][27]
  - 8月-    公安調査庁次長[28][29]
- 2024年
  - 1月-    最高検察庁検事[30][31]
  - 2月-    最高検察庁総務部長兼公文書管理官[32][33]
  - 7月-    最高検察庁公安部長[34]
  - 12月- 公安調査庁長官[6][12]